# Beloesthes megabasoides
Beloesthes megabasoides là một loài bọ cánh cứng trong họ Cerambycidae.